# Odon (évêque de Belley)
Pour les articles homonymes, voir Odon.
Odon (Eudes, latin Oddoni, Hotdoni) est un évêque de Belley du XIe siècle, probablement proche parent voire frère du comte Humbert Ier à l'origine de la famille des Humbertiens dont est issue la maison de Savoie.

## Biographie
Odon semble être un évêque de Belley, vers 995 et avant 1001, d'après les documents parvenus à ce jour. Il serait originaire du Viennois,.
Une charte d'échanges, datée d'un lundi d'octobre 995, est signée entre l'archevêque de Vienne et l'évêque de Belley,. Il s'agit très probablement de l'archevêque Thibaut Ier, alias Thietbauld, et de l'évêque Odon,. Il reçoit de l'archevêque de Vienne, l'église de Traize et ses dépendances, « ager qui vocalur Tresia », au comté de Belley,. Traize est le centre d'un ager. L'évêque, en échange, fait une « donation à précaire » à l'église de Vienne d'une parcelle agricole qu'il détient au lieu-dit « la Vézeronce » sur le plateau de Retord, « dans l'ager de Vézeronce, au pagus de Belley »,, en Viennois (Vézeronce est aujourd'hui une commune située en Isère). Il en garde cependant l'usufruit en échange d'un « cens récognitif ». Il semble que l'évêque parvient à prendre le contrôle de tout l'ager de Traize. Le contrat permet à l'évêque de « léguer cette précaire à l'un de ses frères, sans prévoir in fine sa restitution à l'église de Vienne ». Le comte Humbert en hérite puis ses successeurs.
Odon et sa famille sont possessionnés principalement dans le sud de l'évêché de Belley. On trouve toutefois deux actes mentionnant l'évêque et ses frères en 1000 et 1003.
L'évêque est mentionné sur les Cartulaires de l'église-cathédrale de Grenoble, dits Cartulaires de saint Hugues du 25 janvier 1000, qui contiennent une souscription (signature) composée des trois noms : Signum domni Oddoni, episcopi. Signum Buorchardi. Signum Uberti,. Odon (Oddoni) est ainsi mentionné comme évêque, sans autre mention particulière, en compagnie probablement de parents. Ces trois personnages, considérés par certains historiens actuels comme une fratrie, sont énoncés avec en premier, Odon, qui pourrait être le grand frère, suivi du cadet, Burchard, et enfin le benjamin, Humbert,. Certains auteurs du XIXe siècle ont pu penser qu'il s'agissait d'un fils d'Humbert.
Un second document en date du 2 avril 1003 est à nouveau signé par ces trois personnages mais dans un ordre différent : Signum domni Hotdoni, episcopus. Signum Umberto, comiti, et uxori sua. Signum Borcardi,,. Humbert, dit « Humbert-aux-Blanches-Mains », est devenu comte.